# Карл Фукс
Карл Фукс (нім. Karl Friedrich Fuchs; 6 (17) вересня 1776, Ґерборн, Нассауське князівство — 24 квітня (6 травня) 1846) — німецький лікар та етнограф, нумізмат, дослідник фіно-угорських народів Надволжя (зокрема, ерзян).
Крім того, ботанік та археолог. Ректор Казанського університету (1823—1827) (Татарстан).

## Життєпис
Народився у багатодітній родині богослова Йогана Фукса. Навчався у Ґеттінґені, закінчив Марбурзький університет. 1800 завербувався військовим лікарем до армії Російської імперії, але не затримується на цій роботі та вирушає у ботанічні експедиції на Поволжя, зокрема Татарстан (переважно у місті Казань). 1823 став ректором Казанського університету, підготувавши прекрасну базу вивчення природничих наук для свого наступника — Миколи Лобачевського.
Автор записок про ерзянські, чуваські, марійські громади східної Європи. Окремо про ерзян Татарстана він написав розвідку для Журналу Міністерства внутрішніх справ (1839). Важливу роль у фіно-угрознавстві посідає його монографія «Записки о чувашах и черемисах» (1834).
Сучасна татарська наука відносять професора Фукса до найбільших вчених, що професійно писали про їх народ, суспільство та країну у XIX століття.
Завдяки літературному салону, який організувала його дружина, Фукс став добрим знайомим фінського вченого М. Кастрена та московського літератора Олександра Пушкіна.

## Праці
- Prodromus florae Rossicae Cisuralensis. [до 1805 года]
- (рос.)Заметки медико-топографические // Казанские Известия. — 1812. — № 5, 9, 14, 19 и 22.
- Museum Orientale Fuchsianum, Casani. — Казань, 1815—1817. [собрание отдельных таблиц, литографий в Казани]
- (рос.)Краткое описание российских монет, находящихся в минц-кабинете доктора и профессора Фукса [Архівовано 26 серпня 2011 у Wayback Machine.]. — Казань: Университетская типография, 1819.
- (рос.)Краткая история города Казани. — Казань, 1822. [Первые отрывки в «Казанских Известиях», 1817, № 67, 68 и сл.; переиздана в 1905 году]
- (рос.)О политическом состоянии золотого промысла по хребту Уральских гор // Казанский Вестник. — 1824. — № 1. [О болезнях горных и заводских работников на Уральских заводах]
- (рос.)Об Уральских золотосодержащих песках // Казанский Вестник. — 1824.
- (рос.)Уральские леса // Казанский Вестник. — 1824.
- (рос.)О городе Екатеринбурге // Казанский Вестник. — 1824.
- (рос.)Поездка из Казани в Нижегородскую губернию // Казанский Вестник. — 1828.
- (рос.)Замечания о холере, свирепствовавшей в городе Казани в течение сентября и октября месяцев 1830 года // Казанский Вестник. — 1830. — апрель.
- (рос.)Путешествие по Башкирскому Уралу // Казанский Вестник. — 1832. — кн. VIII и IX.
- (рос.)Поездки из Казани в Чебоксары, письма А. А. и К. Ф. Фукс // Заволжский Муравей. — 1834. — т.I и II. [Эта статья вошла впоследствии в «Записки о чувашах и черемисах» А. А. Фукс]
- (рос.)Сказание казанского купца Л. Ф. Крупеникова о пребывании Пугачёва в Казани // Казанские Губернские Ведомости. — 1843. — № 51. [Предварительно помещалось в виде отдельных статей в «Казанских Известиях» за 1814—1815 года и в «Заволжском Муравье» за 1834 год]
- (рос.)Поездка из Казани к мордве Казанской губернии // Журнал Министерства внутренних дел. — 1839. — № 10.
- (рос.)Сказания старожилов о пребывании Пугачева в Казани и о состоянии ее в то время: Материалы для истории Пугачевского бунта и истории Казани, собр. К. Ф. Фуксом[недоступне посилання з квітня 2019]. — Казань: типография Губернского правления, 1843. — 20 с.
- (рос.)Казанские татары, в статистическом и этнографическом отношениях. Сочинение действительного статского советника К. Фукса[недоступне посилання з квітня 2019]. — Казань: Университетская типография, 1844. — 131 с.
- (рос.)Краткая история города Казани. Казань, 1905. Репринтное воспроизведение с приложением Предисловия Н. Ф. Катанова к изданию 1914 г. — Казань, 1991. — 210 с.
- (рос.)Казанские татары. — М.:Книга по Требованию, 2011. — 133 с. — ISBN 978-5-458-14065-2.